# Marmagne, Cher
Marmagne là một xã thuộc tỉnh Cher trong vùng Centre-Val de Loire miền trung Pháp.

## Dân số
| 1962                                | 1968 | 1975 | 1982 | 1990 | 1999 | 2008 |
| ----------------------------------- | ---- | ---- | ---- | ---- | ---- | ---- |
| 1319                                | 1321 | 1684 | 1774 | 1908 | 1941 | 2081 |
| Từ năm 1962 Dân số không tính trùng |      |      |      |      |      |      |